# Clytus nigritulus
Clytus nigritulus är en skalbaggsart som beskrevs av Ernst Gustav Kraatz 1879. Clytus nigritulus ingår i släktet Clytus och familjen långhorningar. Inga underarter finns listade i Catalogue of Life.